# Concavitate

O imagine a unei suprafețe concave, sugerând grafic definiția corectă matematică a acesteia.

Concavitatea este proprietatea unei curbe, suprafețe sau a unui corp tridimensional de a avea o scobitură sau o parte curbată în interior, astfel încât există cel puțin o pereche de puncte interioare care prin unire produc un segment de dreaptă care nu este integral conținut în entitatea concavă. 
Similar și convențional, convexitatea este proprietatea opusă, fiind adeseori percepută ca fiind complementară concavității, deși, în realitate, lucrurile sunt mai complexe și mai diferențiate. 